# El Tule, San Ignacio
El Tule är en ort i Mexiko.   Den ligger i kommunen San Ignacio och delstaten Sinaloa, i den centrala delen av landet, 900 km nordväst om huvudstaden Mexico City. El Tule ligger 276 meter över havet och antalet invånare är 110.
Terrängen runt El Tule är huvudsakligen kuperad, men den allra närmaste omgivningen är platt. Runt El Tule är det mycket glesbefolkat, med 4 invånare per kvadratkilometer. Närmaste större samhälle är San Ignacio, 13,9 km norr om El Tule. I omgivningarna runt El Tule växer i huvudsak lövfällande lövskog.